# Antepipona brincki
Antepipona brincki är en stekelart som först beskrevs av Giordani Soika 1961.  Antepipona brincki ingår i släktet Antepipona och familjen Eumenidae. Inga underarter finns listade i Catalogue of Life.